# Stefan "Åttan" Nilsson
Roger Stefan Joakim "Åttan" Nilsson, född 12 september 1968, är en svensk före detta ishockeyspelare som spelade i Färjestads BK mellan säsongerna 1994/95 och 1997/98, där han vann SM-guld två gånger, 1997 och 1998. Innan han kom till Färjestad spelade han i IF Troja-Ljungby, klubben som han också återvände till efter sin tid i Färjestad.
1993 erhöll han i Troja-Ljungby Trojaskölden, för att ha varit ett positivt föredöme både på och utanför planen. Han kallades i Trojakretsarna aldrig för "Åttan" utan "Stajl" på grund av sin klubbteknik och förmåga att "Stajla" med pucken. Stefan Nilsson avslutade karriären som lagkapten i Troja.